# SN 2008D
SN 2008D是被NASA的雨燕衛星（Swift_Gamma-Ray_Burst_Mission）以X-射線偵測而發現的超新星。在2008年1月9日，卡內基普林斯頓的艾麗西亞索德堡和伊多伯傑，與在台灣國立清華大學的江國興和英國的湯姆瑪卡隆分別都使用這顆衛星在距離8,800萬光年遠的NGC 2770研究于2007年12月31日爆发的SN 2007uy时意外发现這顆超新星，這是天文學家第一次在爆炸之際就觀察到了超新星（雖然，實際上是在它爆炸之後8,800萬年才觀測到），他們提醒其他8個在軌道與地基的天文台觀測與記錄此一事件。
這顆超新星被確認為Ibc超新星。從SN 2008D爆炸中拋出的物質經測定其速度超過10,000公里／秒，爆炸也偏離了中心，使得一邊氣體向外移動的速度比另一邊要快。這是第一次觀测到超新星誕生時的X-射線爆發模式（大約在爆發後5分鐘）。現在既然知道要尋找甚麼模式的x-射線，預計下一代的X-射線衛星每年將可發現數百颗的超新星，也將能搜尋到被預測會伴隨著超新星爆炸的恆星核心塌縮和中子星誕生一併產生的中微子和重力波爆發。
"超新星是大質量恆星 －質量大於太陽8倍的恆星－ 的爆炸，它的核心在核燃料用盡後塌縮成為中子星或黑洞。在這個過程中產生了強大的衝擊波使得恆星被炸毀。在這之前，觀测到的現象都是在最初爆炸後數天的結果" 。

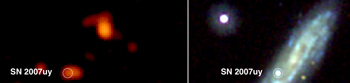
在SN 2008D之前，雨燕衛星觀測到在NGC 2770的超新星SN 2007uy的X-射線（左）和可見光（右）影像。